# Manifest (gruppo musicale)
Le Manifest sono una girl band turca che propone musica pop, dance e R&B.

## Storia
Le sei componenti del gruppo sono state selezionate attraverso il concorso Big5 Türkiye, organizzato da Hypers Media e trasmesso su Youtube da settembre 2024. Il loro singolo di debutto, Zamansızdık, è stato pubblicato il 7 febbraio dopo la finale del concorso raggiungendo in pochi mesi oltre 12 milioni di ascolti in streaming.
Il 16 febbraio hanno fatto il loro concerto d'esordio alla Jolly Joker Arena di Istanbul. La band si è poi esibita all'interno del popolare programma İşte Benim Stilim, trasmesso su TV8, è apparsa sulla copertina dell'edizione turca di Cosmopolitan ed è stata intervistata da Rolling Stone.. Il loro secondo singolo, Arıyo, è stato pubblicato l'11 aprile 2025 a cui hanno fatto seguito KTS (Kalbimin Tek Sahibi) e Snap. Il loro primo album, Manifestival, è uscito il 13 giugno 2025 entrando in classifica al primo posto sia in Turchia che in Azerbaigian. Per la promozione dell'album è stato organizzato il 28 e 29 giugno un festival di due giorni a Istanbul per cui son stati venduti 25000 biglietti.  

## Formazione
- Mina Solak
- Esin Bahat
- Zeynep Sude Oktay
- Hilal Yelekçi
- Lidya Pınar
- Sueda Uluca

## Discografia

### Album in studio
- 2025 - Manifestival

### Singoli
- 2025 - Zamansızdık
- 2025 - Arıyo
- 2025 - KTS
- 2025 - Snap